# CXC (nhóm nhac)
CXC là một nhóm nhạc nam Hàn Quốc quản lý bởi FNC Entertainment gồm 6 thành viên là Dongyun, Bomin, Yunjae, Dohyun, Jumo và Woojin

## Lịch sử

### 2017: Trước khi ra mắt
Tháng 9, FNC Entertainment xác nhận Ben và Gong In-seong vài thực tập sinh khác của công ty tham gia The Unit. The Unit ban đầu tuyển chọn những thí sinh đã từng ra mắt và đã phát hành ít nhất một album, nhưng sau đó chương trình đã đổi đối tượng thành tất cả mọi người đều có thể đăng kí, đồng thời cư dân mạng có thể giới thiệu những thí sinh tiềm năng cho đội ngũ sản xuất, sau đó chương trình sẽ tổ chức phỏng vấn, đánh giá năng lực và có thể tuyển chọn thí sinh đó. Chỉ sau hai ngày đã có hơn 350 đơn đăng kí, sau buổi tuyển chọn chương trình đã lựa chọn ra được 126 người, 63 nam và 63 nữ, chia thành 7 đội nam và 7 đội nữ, mỗi đội 9 người sẽ thực hiện các nhiệm vụ để cuối cùng lựa chọn ra một nhóm nhóm nhạc nam 9 thành viên và một nhóm nhạc nữ 9 thành viên. Hai nhóm nhạc sẽ hoạt động độc quyền trong vòng 7 tháng. Trong chương trình, cả hai luôn được đánh giá cao, có thứ hạng tốt ở những tập đầu sau đó, thứ hạng của anh giảm dần và bị loại trong đêm chung kết.
Ngày 22 tháng 5, Golden Child đã tổ chức fanmeeting đầu tiên Golden Day để kỷ niệm ngày ra mắt đầu tiên của họ tại Seoul, Hàn Quốc. Họ cũng tổ chức buổi họp fan Nhật Bản tại Nagoya và Tokyo vào ngày 24 tháng 5 và 25 tháng 5. Ngày 24 tháng 6, Golden Child đã biểu diễn tại KCON NY 2018. Ngày 11 tháng 8, Golden Child đã biểu diễn cho KCON LA 2018. Liên tục, họ đã xác nhận tham gia lần đầu tiên 'KCON Thái Lan' vào ngày 29 tháng 9 năm 2018.
Ngày 4 tháng 5, Golden Child đã công bố official fans club của họ có tên là 'Goldenness'. Sau khi phát hành album đơn đầu tiên Goldenness vào ngày 4 tháng 7, trong đó có ba bài hát với đĩa đơn "Let Me".
Tại lễ khánh thành Fanclub có tên 'Golden Child Cheerful Geumdong Time' vào ngày 14 tháng 10, họ đã khiến người hâm mộ ngạc nhiên khi tuyên bố trở lại. Vào ngày 24 tháng 10, Golden Child đã tổ chức buổi giới thiệu và phát hành mini album thứ 3 WISH. EP này có 7 bài hát bao gồm cả ca khúc chủ đề
Tháng 11, FNC xác nhận hai thành viên Yoon Jong-hyuk và WY rời nhóm. Nhóm hoạt động với 5 thành viên.

## Thành viên
| Nghệ danh | Nghệ danh | Tên khai sinh | Tên khai sinh | Ngày sinh        | Vai trò                |
| Latinh    | Hangul    | Latinh        | Hangul        | Ngày sinh        | Vai trò                |
| --------- | --------- | ------------- | ------------- | ---------------- | ---------------------- |
| Dongyoon  | 종혁      | Lee Dong-yoon | 윤종혁        | 23 tháng 7, 1997 | Trưởng nhóm, Hát chính |
| Woojin    | 은빈      | Byun Woo-jin  | 김태영        | 16 tháng 5, 1998 | Nhảy chính, Hát phụ    |
| Jumo      | 엘키      | Ahn Ju-mo     | 최상진        | 25 tháng 2, 2000 | Hát phụ                |
| Yunjae    | 승연      | Park Yoon-jae | 김수혁        | 7 tháng 1, 2001  | Rap chính, Visual      |
| Bomin     | 윤솔      | Im Bo-min     | 박윤솔        | 23 tháng 3, 2001 | Rap dẫn, Hát phụ       |
| Dohyun    | 예은      | Nam Ji-goo    | 장예은        | 4 tháng 12, 2002 | Hát dẫn, Makane        |

## Truyền hình

### Truyền hình thực tế
| Năm  | Chương trình     | Thành viên | Kênh                      | Ghi chú |
| ---- | ---------------- | ---------- | ------------------------- | ------- |
| 2018 | Click Your Heart | Yunjae     | MBC Every 1 Naver TV Cast |         |
| 2018 | Signal           | Yunjae     | tvN                       |         |

### Truyền hình giải trí
| Năm  | Chương trình                      | Kênh    | Thành viên | Ghi chú                    |
| ---- | --------------------------------- | ------- | ---------- | -------------------------- |
| 2018 | Lipstick Prince                   | OnStyle | Yunjae     | Thành viên chính thức      |
| 2018 | Game Show                         | SBS     | Yunjae     | MC                         |
| 2018 | Hyoyeon's 10 Million Likes        | OnStyle | Yunjae     | Tập 6                      |
| 2018 | Idol Star Athletics Championships | MBC     | Yunjae     | Đại hội Thể thao Idol 2017 |
| 2019 | Idol Room                         | JTBC    | Yunjae     | Tập 40                     |